# Nils Larsson (organist)

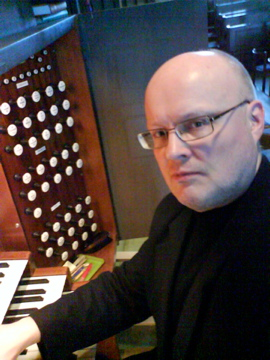
Nils Larsson vid den stora orgeln i Högalidskyrkan, Stockholm 2008.

Nils Larsson, född 1956, är en svensk organist, orgelpedagog och improvisationsmusiker.

## Biografi

### Utbildning
Larsson studerade vid Kungliga Musikhögskolan i Stockholm på kyrkomusikerlinjen 1975–1980 med Gotthard Arnér och Rune Engsö som lärare i orgel samt Anders Bondeman i improvisation. Studier på solistlinjen i orgel avslutades 1983 med diplomexamen i orgelspel och improvisation då han också tilldelades P A Bergs jeton, utdelad av KMA (Kungliga Musikaliska Akademien).
Han fick stipendium från KMA 1985 med åtföljande studier  för Susan Landale i Paris och David Sanger, London samt Ewald Kooiman, Amsterdam med företrädesvis fransk och tysk romantisk repertoar. Under 1990-talet bedrev han studier i historisk improvisation för professor William Porter, USA inom ramen för Göteborgs Internationella Orgelakademi (GOArt), med fokus på barockens improvisationsformer.

### Verksamhet
Larsson var åren 1983–1992 organist och körledare i Järfälla församling, och åren 1992–2007 lärare i liturgiskt orgelspel och improvisation vid Ersta Sköndal högskola. 1992 utsågs han till organist i Högalidskyrkan på Södermalm i Stockholm. Han undervisar sedan år 2005 i solistiskt orgelspel, liturgiskt orgelspel och improvisation på Kungliga Musikhögskolan (KMH) i Stockholm och har ansvarat för, och verkat som föreläsare vid de seminarieserier i barockmusik som hållits läsårsvis.
Larsson uppmärksammades för sitt framförande av Åke Malmfors Passacaglia och fuga under Svensk orgelfestival 1995 i Engelbrektskyrkan.
Han är verksam som skribent och recensent i Svenska Orgelsällskapets tidskrift "Orgelforum", där han recenserat ett stort antal CD-produktioner med orgelmusik.
Larsson har gjort transkriptioner för orgel av "Mars" och "Venus" ur Gustav Holsts orkestersvit "Planeterna", uruppförda på Stockholms Stadshusorgel 1988 och uppförda till exempel 2009 vid öppningskonserten för orgelsymposiet Orgel09. 2002 utgavs "Fem allvarsamma dikter", tonsättning för 4-stämmig damkör a cappella till texter av Edith Södergran, Urban Andersson, Erik Lindorm, Hanna Håkanson och Barbro Lindgren, tillägnade kördirigenten Bo Johansson (1943–2016). Den 15 oktober 2023 uruppfördes hans oratorium Sårbarhetens sånger i Högalidskyrkan till egna dikter.

### Allan Pettersson-sällskapet
Larsson har intresserat sig för den svenske tonsättaren och symfonikern Allan Pettersson, och har varit ordförande i svenska Allan Pettersson-sällskapet. Han har anordnat seminariedagar med tonsättarens kammarmusik och sånger, medverkat i kompletta framföranden av "Sex Sånger" och "Barfotasånger", två uppmärksammade evenemang under Kulturhuvudstadsåret i Stockholm år 1998 och vid tonsättarens 100-årsjubileum år 2011, då också Duo Gelland framförde hela verket "Sju sonater för två violiner".
Larsson har varit drivande när det gäller dokumentation av det intervjumaterial som Sigvard Hammar gjorde med tonsättaren för Sveriges Radio på 1970-talet och medverkat till att få allt känt radiomaterial utgivet i Allan Pettersson-Sällskapets regi på en dubbel-CD år 2009. Han är sedan år 2018 ordförande i den då bildade Allan Petterssons Musikstiftelse som har till uppgift att verka för kunskap och spridning kring tonsättarens liv och verk.

## Diskografi
- ”Nils Larsson - tre orglar i Högalidskyrkan, Orgel: Nils Larsson”. CD 2122. Nosag records. 2005. http://www.nosag.se/cd/cd122.html. Läst 28 mars 2019.
- ”Stockholms Poulencensemble, Dirigent: Sonny Jansson, Orgel: Nils Larsson”. CD 109. Nosag records. http://www.nosag.se/cd/cd109.html. Läst 28 mars 2019.
- ”Vår och sommar i Högalid / Högalids motettkör, Dirigent: Göte Widlund, Orgel: Nils Larsson”. CD 095. Nosag records. 2000. http://www.nosag.se/cd/cd095.html. Läst 28 mars 2019.
- ”Advent och jul i Högalid, Dirigent: Göte Widlund, Orgel: Nils Larsson”. CD 062. Nosag records. http://www.nosag.se/cd/cd062.html. Läst 28 mars 2019.
- Syntes - den nyrestaurerade och utbyggda orgeln i Filadelfiakyrkan, Stockholm, tillsammans med Lennart Jernestrand och Jan Stenbaek, PRIMD 5123